# Густав Швантез
Мартін Генріх Густав Швантез (нім. Martin Heinrich Gustav Schwantes; 1891 — 1960) — німецький ботанік, професор давньої історії. Першовідкривач Ясторфської археологічної культури прагерманців (VII — I ст. до н. е.).

## Наукова діяльність

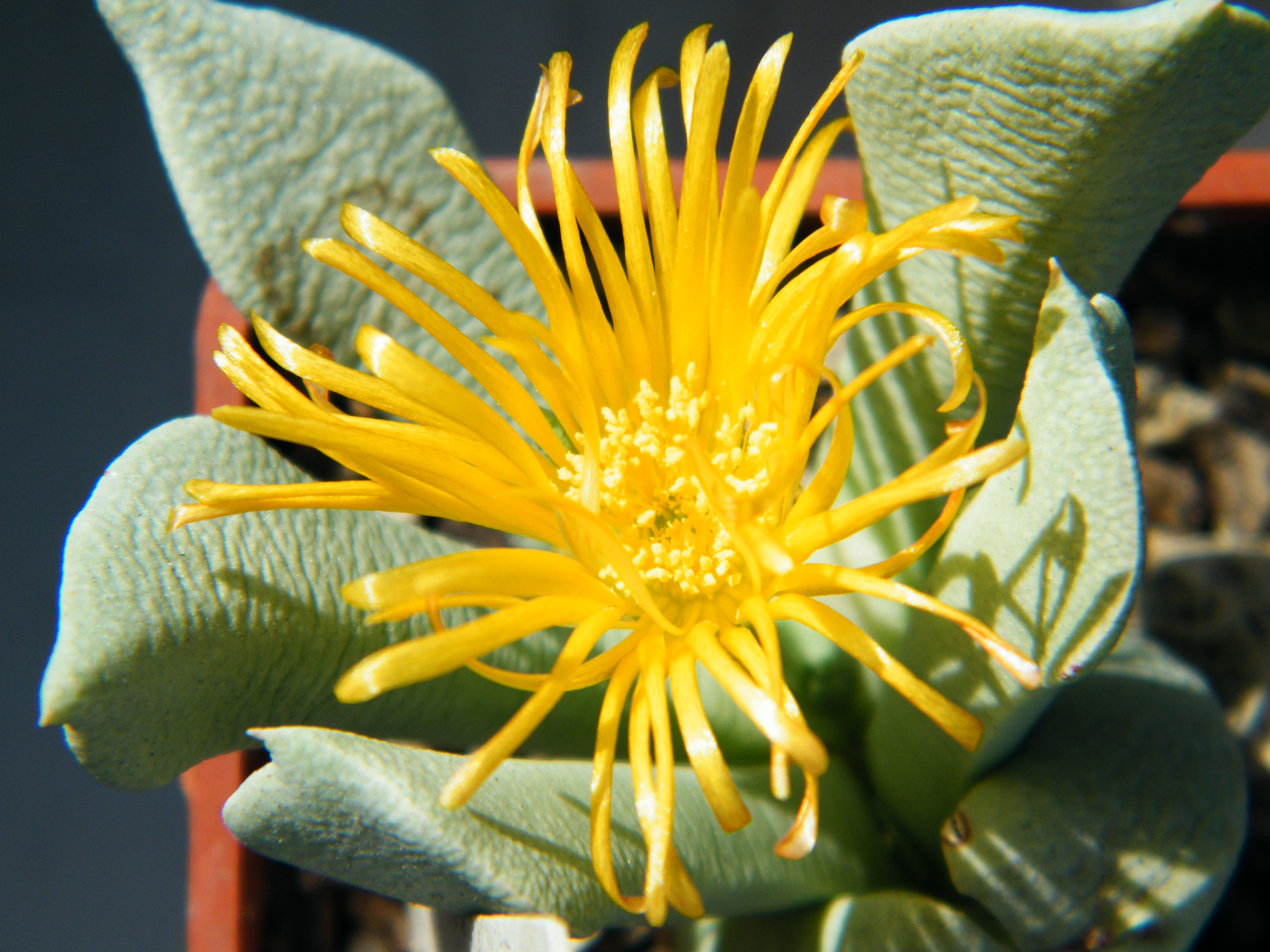
Рід сукулентних рослин Швантезія, названий на честь Густава Швантеза

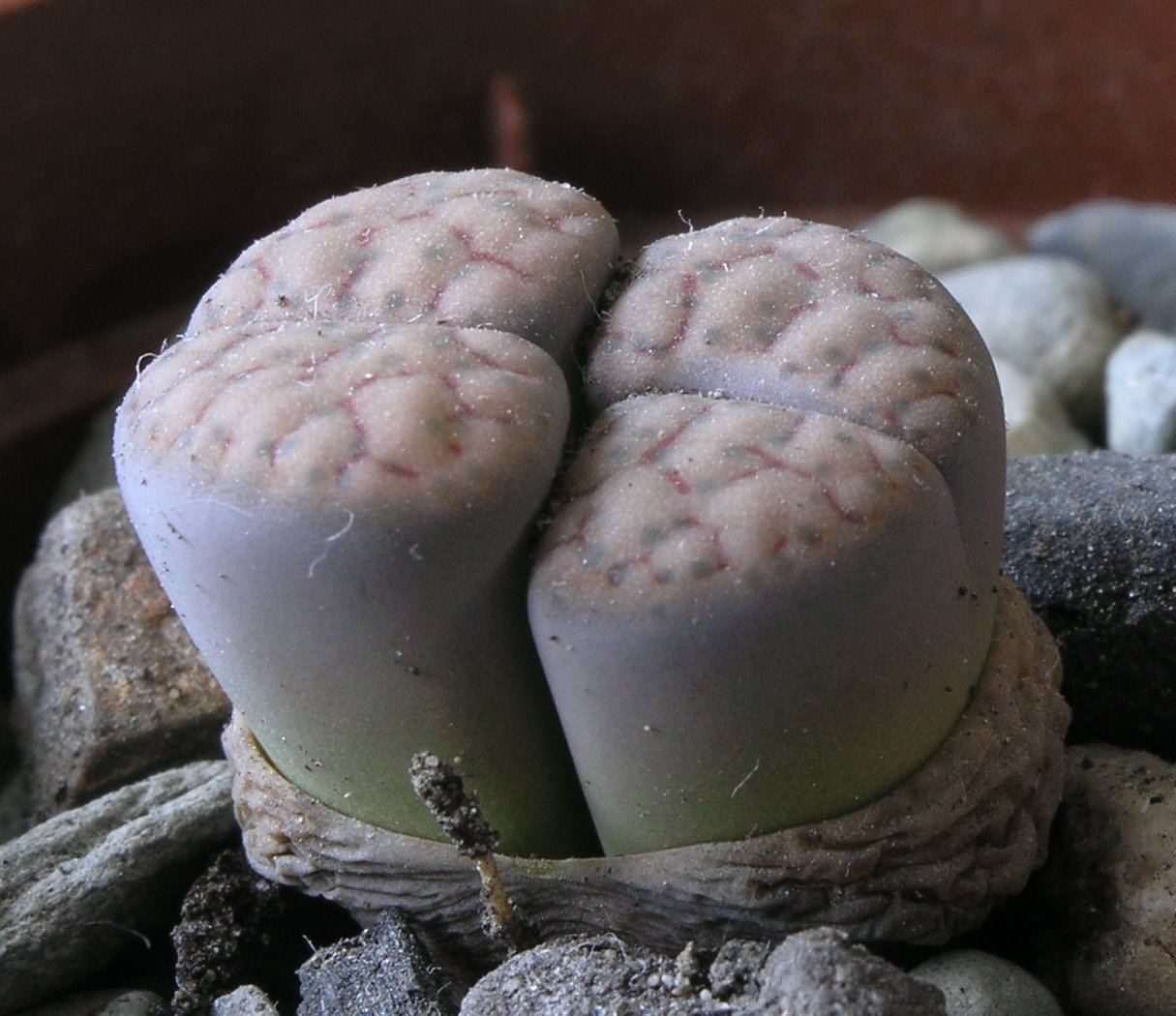
Lithops schwantesii, названий на честь Густава Швантеза

Швантез — один з піонерів в галузі вивчення мезембріантемових. Автор багатьох книг, у тому числі однієї з перших книг про літопси — «Flowering stones and Mid-day Flowers», що вийшла в 1957 році. Вивчав літопси, подорожуючи по Південній Африці, відкрив і описав безліч нових видів. Тільки в 1925 році Швантез відкрив і описав (тоді ще як Мезембріантемуми):
- Mesembryanthemum francisci (Lithops francisci),
- Mesembryanthemum julii (Lithops julii),
- Mesembryanthemum eberlanzii (Lithops eberlanzii),
- Mesembryanthemum lericheana (Lithops lericheana),
- Mesembryanthemum ruschiorum (Lithops ruschiorum),
- Mesembryanthemum vallis-mariae (Lithops vallis-mariae).

На честь Швантеза в 1927 році Дінтером названий рід Швантезія (Schwantesia), а в 1928 — Lithops schwantesii.
Згодом, прийнявши запрошення університету Кіля, зумів перевезти свою унікальну колекцію сукулентів Південної Африки до Німеччини, де він разом з Германом Якобсеном (нім. Hermann Jacobsen) створили у ботанічному саду Кіля одну з найбільших колекцій рослин з родини Мезембріонтемових (Mesembryanthemum, зараз класифікуються як підродина родини Аізоонових (Aizoaceae)), яка слугувала основою для багатьох наукових робіт.